# Herbert Ulrich (Eishockeyspieler)

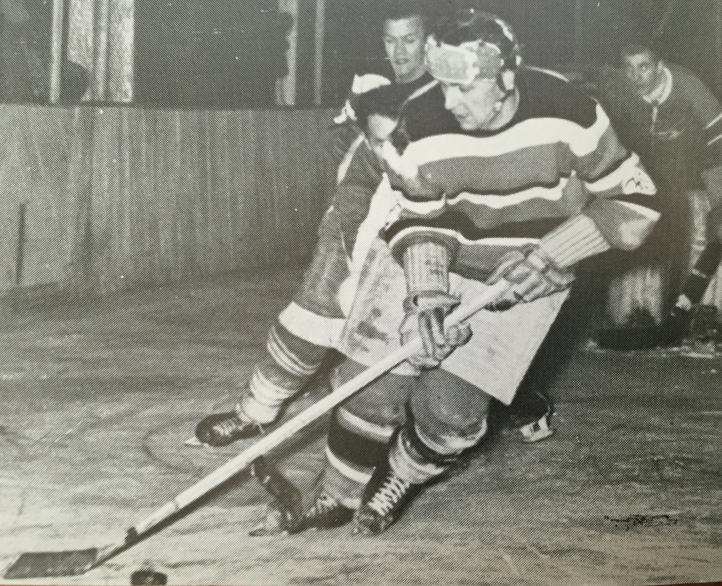

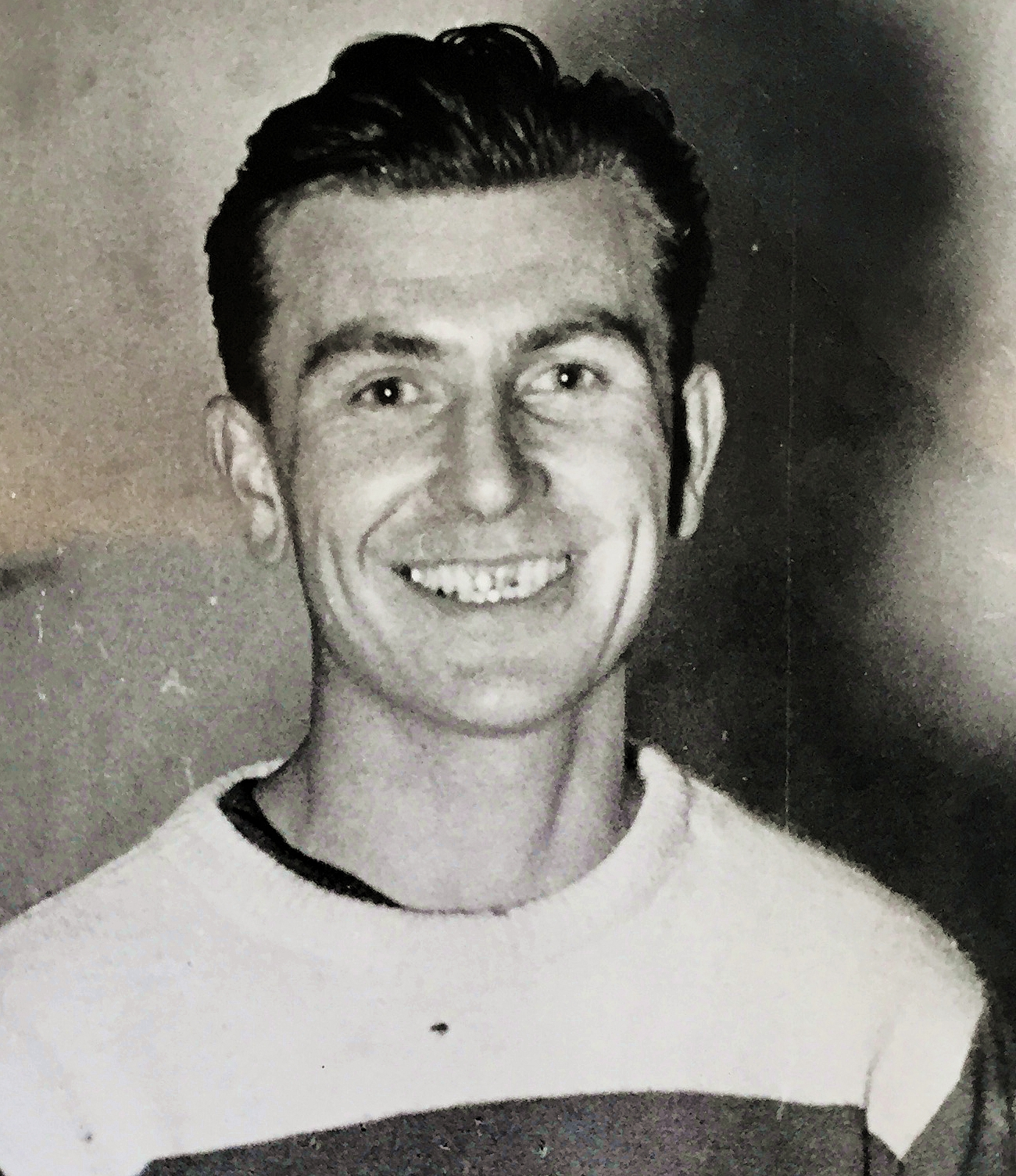

Herbert Ulrich (* 14. September 1921 in Třinec, Tschechien; † 23. Mai 2002 in Bad Nauheim, Deutschland) war ein internationaler Eishockeyspieler und erfolgreicher Eishockeytrainer in Deutschland, der Schweiz und Italien. 
Als Nationalspieler spielte er für die Tschechoslowakei, Österreich und Deutschland.
Mit dem Eishockey begann Herbert Ulrich in Třinec. Von 1938 bis 1943 spielte Ulrich für HC Sparta Prag. Zum Kader des ČsŠK Bratislava in der Staatsliga gehörte er von 1943 bis 1945 und wechselte dann bis 1948 zum Wiener Eislauf-Verein. Weitere Eishockeystationen waren HC Neuchâtel Young Sprinters (Schweiz) und der Berliner SC.
1948 nahm Ulrich für Österreich bei den V. Olympischen Winterspielen in St. Moritz teil und belegte mit der Eishockeynationalmannschaft den 7. Platz. 
In der Saison 1950/51 spielte Herbert Ulrich für Preußen Krefeld. Preußen Krefeld galt in den späten 1940er und frühen 1950er Jahren als die technisch beste deutsche Mannschaft. Am 2. März 1951 wurde Preußen Krefeld mit Herbert Ulrich ungeschlagen Deutscher Meister.
Von 1951 bis 1960 spielte Ulrich in der 1. Mannschaft für den VfL Bad Nauheim. Er war Torschützenkönig mit 334 Toren in 249 Spielen und einem Torquotienten von 1,34 Tore pro absolvierten Spiel. 1952/53 spielte Ulrich in der deutschen Nationalmannschaft. Aufgrund einer Beschwerde, da Ulrich bereits zuvor für zwei Nationen spielte, wurde ihm die Teilnahme bei der 20. Eishockey-Weltmeisterschaft und 31. Eishockey-Europameisterschaft in der Schweiz verweigert. 1960 beendete Ulrich als Spieler seine Eishockeylaufbahn.
Von 1961 bis 1963 war Ulrich Trainer in der Schweiz beim HC Ambrì-Piotta in der Nationalliga A und gewann 1962 den Schweizer Cup. Weitere Trainerstationen in der Schweiz waren beim HC Lugano, HC Davos und beim Zürcher SC.
1964 übernahm Ulrich in Deutschland das Traineramt beim Bundesligisten EV Landshut. Weitere Trainerstationen in Deutschland waren Krefeld, Frankfurt und in Italien beim HC Auronzo. 1969 gelang Herbert Ulrich mit den EC Köln der Aufstieg in die 1. Bundesliga.
Ulrich war verheiratet, hat zwei Kinder und lebte bis zu seinem Tod in Bad Nauheim.